# Bund Heimat und Umwelt in Deutschland
Der Bund Heimat und Umwelt in Deutschland e. V. (BHU) ist eine 1904 gegründete deutsche Kultur- und Naturschutzorganisation.
Schwerpunkt des BHU ist der Erhalt von kulturgeschichtlichen regionalen Sitten und Gebräuchen sowie traditionellen Elementen in Landschaft und Bauwesen. Der BHU übernimmt eine Vermittlerfunktion zwischen verschiedenen Fachdisziplinen und will eine Schnittstelle zwischen natur- sowie denkmalschutzengagierten Bürgern sowie den Kommunen bilden. Der Bund Heimat und Umwelt hat die Erhaltung der Kulturlandschaft und ihrer schützenswerten Elemente zu seinem Aufgabenschwerpunkt erklärt. Im rezenten Natur-, Umwelt- und Klimaschutz in Deutschland spielt der BHU eine marginale Rolle.
Die Landesverbände des BHU sind eigenständige Organisationen, die ihren Hintergrund meist im Heimatpflegegedanken, Kulturgeschichtlichen Gesellschaftlichen u. a. haben. Vorsitzende ist die CDU-Politikerin Herlind Gundelach; Bundesgeschäftsführerin ist Inge Gotzmann.

## Geschichte
Am 30. März 1904 wurde er vom Musiker und Naturschützer Ernst Rudorff als Bund Heimatschutz in Dresden gegründet, zeitgleich mit dem Dürerbund. Als reichsweiter Verband integrierte er regionale Heimatschutzorganisationen. Er sah seinen Zweck im Schutz der deutsche[n] Heimat in ihrer natürlichen und geschichtlich gewordenen Eigenart. Betätigungsfelder laut Satzung waren 1904:
- Denkmalpflege
- Pflege der überlieferten ländlichen und bürgerlichen Bauweise, Erhaltung des vorhandenen Bestandes
- Schutz des Landschaftsbildes einschließlich der Ruinen
- Rettung der einheimischen Tier- und Pflanzenwelt sowie der geologischen Eigentümlichkeiten
- Volkskunst auf dem Gebiete der beweglichen Gegenstände
- Sitten, Gebräuche, Feste und Trachten

Seit 1904 erschien die Zeitschrift Mitteilungen des Deutschen Bundes Heimatschutz, deren unregelmäßige Beilage Heimatschutz-Chronik ab 1923 in der Zeitschrift Die Denkmalpflege aufging.
1914 wurde der Verband in Deutscher Bund Heimatschutz umbenannt. Bestimmender Geschäftsführer bis 1945 wurde der Architekt Werner Lindner. Zwischen der Völkischen Bewegung und den in der Heimatschutzbewegung tätigen Organisationen gab es etliche Berührungspunkte. Der erste Vorsitzende des Bundes Heimatschutz, der Architekt Paul Schultze-Naumburg, gehörte auch dem Leitungsgremium des Dürerbundes an, zählte zu den Mitarbeitern der Zeitschrift Der Kunstwart und machte schließlich eine nationalsozialistische Karriere. 1937 erfolgte die Umbenennung in Deutscher Heimatbund. Der Name wurde auch nach 1945 fortgeführt. 1998 erfolgte die Umbenennung in den heutigen Namen.

## Struktur
Der BHU ist Dachverband für andere Vereine mit gleichen Zielen und hat, abgesehen von einigen Ehrenmitgliedern, keine persönlichen Mitglieder. Mitglieder im Dachverband sind die Landesverbände. Präsidentin ist seit 2000 Herlind Gundelach. Bundesgeschäftsführerin ist seit Dezember 2006 Inge Gotzmann.

### Landesverbände
Der Verband vereinigt über seine Landesverbände rund eine halbe Million Mitglieder. Die Organisation der Landesverbände ist historisch gewachsen und weicht von der heutigen Gebietseinteilung der 16 Bundesländer etwas ab. So gibt es in Baden-Württemberg, Niedersachsen und Nordrhein-Westfalen traditionell jeweils zwei Landesverbände. Eine gegenseitige Mitgliedschaft besteht mit der Deutschen Burgenvereinigung.

### Fachgruppen
Die BHU-Fachgruppen flankieren die inhaltliche Arbeit des Verbandes. Die Patenschaften über die einzelnen Fachgruppen haben BHU-Mitgliedsverbände übernommen. Die Berufung der jeweiligen Fachgruppenmitglieder erfolgt durch die entsendenden BHU-Mitgliedsverbände und durch das BHU-Präsidium auf Vorschlag der BHU-Bundesgeschäftsstelle. Die Fachgruppen entwickeln und begleiten Projekte, erstellen Problemanalysen und leisten Lobbyarbeit.
Die BHU-Fachgruppen sind im Einzelnen:
- Baukultur und Denkmalpflege
- Digitales Engagement (seit 2019)
- Heimat- und Regionalforschung
- Immaterielles Kulturerbe (seit 2015)
- Kulturlandschaft, Natur- und Umweltschutz
- Medien und Öffentlichkeitsarbeit
- Sprache – Niederdeutsch, Minderheitensprachen, Mundarten

Die vorübergehend eingerichtete BHU-Fachgruppe „Bürgerschaftliches Engagement“ (2010–2015) wurde durch die Mitgliederversammlung 2015 aufgelöst, da sich dieses Querschnittsthema durch alle Bereiche des Verbands zieht.

## Projekte
Beispielhaft für die Tätigkeiten des BHU seien folgende Projekte genannt:
- Kulturlandschaftserfassung: Die Erhaltung der Kulturlandschaft sowie die Erhebung und Inventarisierung von Kulturlandschaftselementen ist eine wichtige Voraussetzung für den Schutz derselben. Erst wenn bekannt ist, welche schutzwürdigen Elemente vorhanden sind und auch die Bevölkerung einbezogen wird, kann die Erhaltung des vorhandenen kulturellen Erbes realisiert werden. Deutschlandweit gibt es bereits einige Initiativen zur Erstellung von Kulturlandschaftskatastern und Informationssystemen. Notwendig ist jedoch langfristig eine Abstimmung der unterschiedlichen Erhebungen für eine bessere Vergleichbarkeit und die Etablierung einer zukunftsfähigen Methodik im europäischen Maßstab. Voraussetzung hierfür ist die Einigung auf Qualitätsstandards und technische vernetzbare Systeme.
- Weißbuch der historischen Gärten und Parks in den neuen Bundesländern; Buchpublikation mit beispielhaften Anlagen; die Übergabe des „ersten Exemplars“ erfolgte an Bundespräsident a. D. Richard von Weizsäcker und Staatsministerin Christina Weiss
- Staatsformen prägen Baustile; Buchpublikation, die den Zusammenhang von Architektur und politischer Führung deutlich macht; die Übergabe des „ersten Exemplars“ erfolgte an Bundestagspräsident Norbert Lammert.

## Publikationen
- Bauerngärten im ländlichen Raum – zwischen Tradition und Innovation. BHU, Bonn 2018, ISBN 978-3-925374-51-7.
- Unterirdisches Kulturerbe – Historische Keller. BHU, Bonn 2018, ISBN 978-3-925374-52-4.
- Vom Wert unserer Böden. Wir stehen auf Natur- und Kulturerbe. BHU, Bonn 2017, ISBN 978-3-925374-50-0.
- Heimat – Vergangenheit verstehen, Zukunft gestalten. BHU, Bonn 2016, ISBN 978-3-925374-47-0.
- Immaterielles Kulturerbe formt Kulturlandschaft. BHU, Bonn 2016, ISBN 978-3-925374-48-7.
- Kulturlandschaft und Kulturerbe – Konventionen und ihre Umsetzung in Europa. BHU, Bonn 2016, ISBN 978-3-925374-49-4.
- Friedhöfe in Deutschland. Kulturerbe entdecken und gestalten. BHU, Bonn 2016, ISBN 978-3-925374-42-5.
- Naturstein – nachhaltiger Umgang mit einer wertvollen Ressource. BHU, Bonn 2015, ISBN 978-3-925374-41-8.
- Vermittlung von Kulturlandschaft an Kinder und Jugendliche. BHU, Bonn 2015, ISBN 978-3-925374-95-1.
- Stadt und Siedlung: Identitätsorte und Heimat im Wandel. BHU, Bonn 2014, ISBN 978-3-925374-40-1.
- Land unter Strom. Die Energiewende als Chance für den ländlichen Raum. BHU, Bonn 2014, ISBN 978-3-925374-39-5.
- Küstenkulturlandschaften: Meer erleben an Nord- und Ostsee. BHU, Bonn 2014, ISBN 978-3-925374-38-8.
- Grün Modern – Gärten und Parks der 1950er bis 1970er Jahre. BHU, Bonn 2013, ISBN 978-3-925374-35-7.
- Werksteinabbau und Kulturlandschaft. Chancen und Konflikte für das Natur- und Kulturerbe. BHU, Bonn 2013,  ISBN 978-3-925374-33-3.
- Religion und Landschaft. BHU, Bonn 2013, ISBN 978-3-925374-31-9.
- Wie Ernährung unsere Landschaften formt. BHU, Bonn 2013, ISBN 978-3-925374-30-2.
- Vermittlung von Kulturlandschaft an Kinder und Jugendliche. BHU, Bonn 2011, ISBN 978-3-925374-95-1.
- Biologische Vielfalt – ein Thema für Heimatmuseen. BHU, Bonn 2011, ISBN 978-3-925374-94-4.
- Wasser – die Seele eines Gartens. BHU, Bonn 2011, ISBN 978-3-925374-93-7.
- Landwirtschaft und Kulturlandschaft. BHU, Bonn 2011, ISBN 978-3-925374-92-0.
- Landwirtschaft – Kulturlandschaft – Regionale Esskultur. BHU, Bonn 2010, ISBN 978-3-925374-91-3.
- Regionale Baukultur als Beitrag zur Erhaltung von Kulturlandschaften. BHU, Bonn 2010, ISBN 978-3-925374-90-6.
- Wege zu Natur und Kultur. BHU, Bonn 2010, ISBN 978-3-925374-89-0.
- Kulturlandschaft in der Anwendung. BHU, Bonn 2010, ISBN 978-3-925374-88-3.
- Weißbuch der historischen Gärten und Parks in den neuen Bundesländern. BHU, Bonn 2009, ISBN 978-3-925374-69-2.
- Historische Nutzgärten. Bohnapfel, Hauswurz, Ewiger Kohl – Neue Rezepte für alte Nutzgärten. BHU, Bonn 2009, ISBN 978-3-925374-86-9.
- Naturschutz vermitteln in Friedhofs- und Parkanlagen. BHU, Bonn 2009, ISBN 978-3-925374-85-2.
- Vermittlung von Kulturlandschaft. BHU, Bonn 2009, ISBN 978-3-925374-84-5.
- Denkmalschutz barrierefrei. BHU, Bonn 2008, ISBN 978-3-925374-82-1.
- Biodiversität im Dorf: entdecken, vermitteln, fördern. BHU, Bonn 2008, ISBN 978-3-925374-81-4.
- Kulturlandschaftliche Informationssysteme in Deutschland. BHU, Bonn 2008, ISBN 978-3-925374-80-7.
- Dorfkirchen in Deutschland. BHU, Bonn 2008, ISBN 978-3-925374-78-4.
- Historische Friedhöfe in Deutschland. BHU, Bonn 2007, ISBN 978-3-925374-77-7.
- Lebensraum Denkmal. BHU, Bonn 2007, ISBN 978-3-925374-75-3.
- Naturschutz und Denkmalschutz – Zwei getrennte Wege? BHU, Bonn 2005, ISBN 978-3-925374-73-9.